# 西部证券
西部证券股份有限公司（深交所：002673），简称西部证券，成立于2001年1月，注册地陕西省西安市，是陕西省唯一一家全牌照证券公司。

## 历史
2012年5月3日，西部证券在深圳证券交易所正式挂牌上市，是第中国大陆第19家上市证券公司。在证监会公布的2016年证券公司分类结果中，西部证券被评为A级。
2021年7月24日，中国证券监督管理委员会发布《2021年证券公司分类结果》，其中西部证券被评为A级，与2020年持平。